# Origanum brevidens
Origanum brevidens là một loài thực vật có hoa trong họ Hoa môi. Loài này được (Bornm.) Dinsm. mô tả khoa học đầu tiên năm 1933.